# 項羽と劉邦 はるかなる大地

『項羽と劉邦 はるかなる大地』（こううとりゅうほう はるかなるだいち、原題：秦汉英杰）は、2007年製作の中国のテレビ人形劇。

## 概要
楚漢戦争を描いた作品。

## キャスト
- 劉邦：北沢力（日本語吹替）
- 趙高：松本健太（日本語吹替）
- 胡亥：村中知（日本語吹替）

## 各話タイトル
- 第1話 中国史上はじめての皇帝
- 第2話 始皇帝襲撃！
- 第3話 大酒飲み劉邦の登場
- 第4話 秦、北の匈奴・南の越を征する
- 第5話 焚書坑儒
- 第6話 万里の長城の悲劇
- 第7話 張良とその師
- 第8話 劉邦、張良の力を頼る
- 第9話 始皇帝を手玉にとる宦官趙高
- 第10話 虞姫の誘拐、項羽の怒り
- 第11話 不老長寿を願う皇帝
- 第12話 始皇帝の死、それを隠す趙高と李斯
- 第13話 帝位には胡亥、趙高による血の粛清
- 第14話 イチがバチか、劉邦の挙兵
- 第15話 紅旗をひるがえし、劉邦沛公を称す
- 第16話 楚の国の復興へ、項梁・項羽の挙兵
- 第17話 項梁・項羽軍、長江を渡り北へ進軍
- 第18話 張良こそが両軍の要
- 第19話 張良、劉邦軍に合流
- 第20話 張良の知恵、劉邦は項梁の臣下となる
- 第21話 項羽と劉邦、義兄弟の契り
- 第22話 項梁の軍師范増の策略
- 第23話 秦の将軍章邯、反乱軍の鎮圧へ
- 第24話 章邯、項梁を討つ
- 第25話 先に咸陽に入ったものが関中王
- 第26話 劉邦と仲間たち、故郷での束の間の休息